# Fearless Fantasy
Fearless Fantasy est un jeu vidéo de rôle développé par Enter Skies et édité par tinyBuild Games, sorti en 2014 sur Windows, iOS et Android.

## Accueil
- Canard PC : 6/10[1]